# 槙野光昭
槙野 光昭（まきの みつあき、1973年7月29日 - ）は、日本の実業家。カカクコム創業者で、同社初代代表取締役社長を経て、オニカム代表取締役。東海大学卒業。

## 人物・経歴
東京都出身。東海大学政治経済学部卒業。メルコ（現バッファロー）の営業を経て、カカクコムを創業し、2001年に25億円ほどで売却。引退後は、資産運用で月500万の不労所得を得る生活をしていたが、2014年美容室ALBUMを運営するオニカムを創業。